# Темнозорь
Темнозорь — российская пэган-метал группа, сформированная в 1996-м году в Обнинске.

## История
Обнинская группа Темнозорь была основана в 1996 году в следующем составе: Вулко — гитары, клавишные, (ex-Rakoth), Тур — вокал (ex-Rakoth), Леший — барабаны (ex-Rakoth). После выпуска нескольких демолент состоялась запись дебютного альбома «Ведовством крепка чёрная слава Руси», который позже был издан на кассете лейблом Stellar Winter Records.
За период с 1998 по 2001 годы эта кассета разошлась тиражом в три тысячи копий без учёта многочисленных случаев пиратства. На протяжении всей истории группы (как до, так и после записи дебюта) Темнозорь сотрясали как внутренние конфликты, так и череда неблагоприятных обстоятельств и происшествий. На этом этапе основатели проекта приостановили на неопределённый срок деятельность группы. Позже, было предпринято несколько попыток реформации группы, однако результатом этого была лишь ещё пара репетиционных записей.
Далее после некоторых перемен в составе группы выходит EP Фрагменты, а вскоре и полноформатный альбом Горизонты….
В декабре 2002 года на североамериканском лейбле HakenKreuz Productions выходит CD Sorcery of Fragments, содержащий переиздание демоальбома Ведовством крепка чёрная слава Руси и ЕР Фрагменты.
В записи альбомов «Ведовством крепка чёрная слава Руси» (и более ранние) и «Фрагменты (Demo)» (и более поздние) принимали участие совершенно разные люди, и по своей сути это две разные группы.

## Дискография
- 1996 — «Be Oden Narod Slavensk»
- 1998 — «Ведовством крепка чёрная слава Руси» (remastered in 2013)
- 2001 — «Фрагменты (demo)»
- 2003 — «Ведовством фрагментов»
- 2003 — «Горизонты…»
- 2005 — «Вольницей в просинь ночей»
- 2007 — «Молот Восточной Европы (split)»
- 2010 — «Урочища снов»
- 2010 — «Сумерки на похоронах Зимы (live)»